# Dudu King
Dudu King é um guitarrista de blues brasileiro, conhecido por seu trabalho com as bandas The Black Daniel's Band, DDTOP e Real Blues.
Em 2011, ele foi o vencedor do Prêmio Maestro Guerra-Peixe de Cultura.
O destaque de seu repertório fica com a música “Maldito Blues”, composta em parceria com o músico Sérgio Dias, da banda Os Mutantes.

## Discografia
Solo
- 2006 - Dudu King Trio Blues - Ao vivo no Palácio de Cristal de Petrópolis
- 2014 - Dudu King 1

Com a Banda DD Top
- 2004 - DD TOP plays ZZ TOP

Com a Banda Real Blues
- 2005 - Real Times

### Participações em Outros Projetos
- 2000 - Técnico de som no álbum “Estação da Luz”, de Sérgio Dias.